# Палата старейшин (Сомалиленд)
Палата старейшин (англ. House of Elders) — верхняя палата парламента Сомалиленда.

## История
В состав Палаты старейшин входят 82 члена, которые представляют собой местных лидеров. Палате старейшин поручено рассматривать законопроекты, предложенные нижней палатой парламента — Палатой представителей Сомалиленда.
В 1993 году Национальная хартия Сомалиленда (как часть Сомалилендского мирного процесса) установила двухпалатный законодательный орган. На общенациональном собрании старейшин кланов на конференции в Бораме делегаты возложили на Палату старейшин функции верхней палаты законодательного собрания. Срок полномочий членов Палаты старейшин составляет шесть лет, но они ни разу не переизбиралась с момента основания в 1993 году.

## Спикеры
- Шейх Ибрахим Шейх Юсуф Шейх Мадар, срок полномочий с 1993 по июль 2004 года, скончался в должности[10];
- Сулейман Мохамуд Адан, с августа 2004 года.